# Chanenko Museum
Koordinaten: 50° 26′ 28″ N, 30° 30′ 52″ O

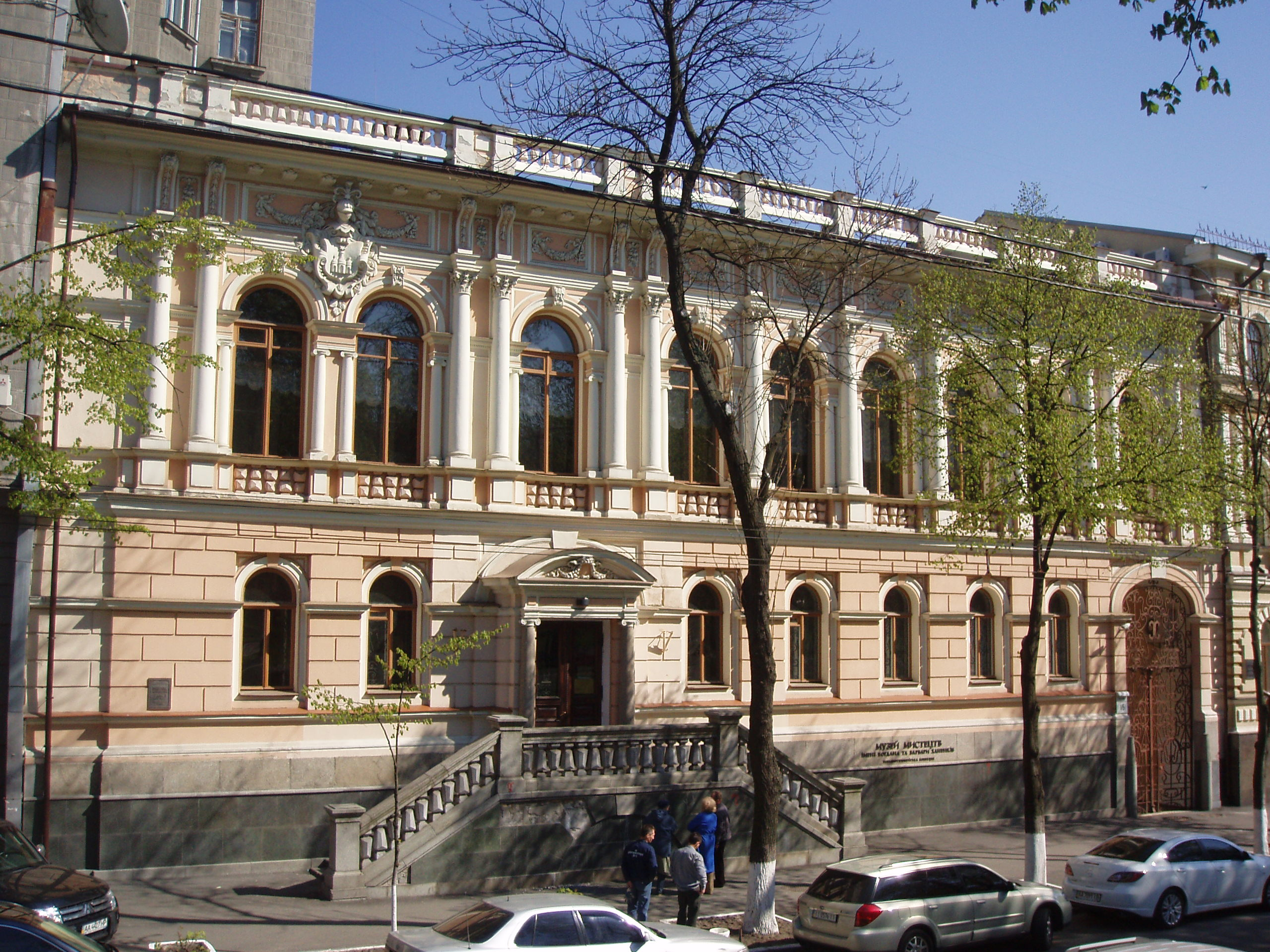
Museumsgebäude

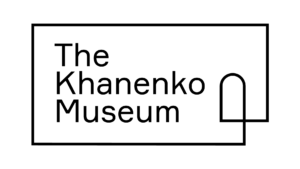
Chanenko Museum

Das Chanenko Museum (offizieller Name: ukrainisch Національний музей мистецтв імені Богдана та Варвари Ханенків, Nationales Kunstmuseum Bohdan und Warwara Chanenko) in Kiew ist das bedeutendste Kunstmuseum der Ukraine. Es hat einen Bestand von etwa 17.000 Kunstgegenständen, beginnend beim alten Ägypten, der Antike, über westeuropäische Kunst aus Italien, Frankreich, Flandern, Holland, Spanien, bis hin nach Persien, China und Japan. Obwohl der Bestand gemessen an der Anzahl der vorhandenen Objekte nicht zu den großen Sammlungen der Welt zählt, besticht sie durch die Qualität der vorhandenen Kunstwerke.

## Standort
Das Museum befindet sich im Rajon Schewtschenko im Zentrum von Kiew und ist in der ehemaligen, im italienischen Stil erbauten Villa des Sammlerehepaars Chanenko, in der Tereschtschenkiwskastraße 15 untergebracht.
Am 10. Oktober 2022 wurden Teile des Gebäudes nach dem russischen Überfall auf die Ukraine durch eine russische Rakete beschädigt.

## Sammlungsgeschichte
Den Grundstock der Sammlung und ihren qualitativ wertvollsten Teil bildet die Sammlung des Ehepaars Bohdan und Warwara Chanenko, die mehr als vierzig Jahre lang Kunstwerke sammelten, die sie in ganz Europa erwarben. Ihr Hauptaugenmerk galt dabei den Werken alter Meister, der Antike und aus dem Orient. Dabei stützten sie sich überwiegend auf eigene Kenntnisse und nahmen nur selten den Ratschlag von Spezialisten in Anspruch. Um ihrer Sammlung eine würdige Heimstatt zu geben, ließen sie im Jahre 1882 eine Villa, im Stil eines italienischen Palazzo erbauen. Gegen 1917 verfügte Bohdan Chanenko testamentarisch, dass die Sammlung nach seinem Tode in den Besitz der Stadt Kiew übergehen und allen Menschen zugänglich gemacht werden solle. Nach Bohdans Tod wurde das Museumsprojekt von seiner Witwe Warwara vollendet. Die eigentliche Gründung des Museums erfolgte dann im Februar 1919 nach der Errichtung der Sowjetunion. Schon in den ersten Jahren erhielt das Museum bedeutende Zuwächse, von denen die der staatlichen Museumsreserve den größten Teil ausmachten. In den Jahren 1925/26 erhielt das Museum als bedeutende Stiftung eine große Anzahl niederländischer, flämischer und holländischer Bilder des 16. und 17. Jahrhunderts, die der Petersburger Sammler Wassili Stschawinsky der Sammlung hinterlassen hatte.
Während des Zweiten Weltkriegs wurden große Teile der Sammlung ausgelagert und viele Objekte in Kellern versteckt, wo sie den Krieg zum Großteil unversehrt überstanden. Trotzdem gingen dem Museum ca. 350 Bilder, fast 2000 Stiche und rund 500 kunstgewerbliche Stücke verloren. Schon im November 1944 konnte das Museum wieder eröffnet werden.
In den Jahren 1959 und 1960 erhielt das Museum als weitere bedeutende Stiftung eine Sammlung von mehr als 400 klassischen chinesischen Bildern, die die in Kiew lebende Künstlerin Taissija Jaspar zusammengetragen hatte. Ein Teil der Sammlung, 187 Rollbilder, war ein Geschenk, der Rest wurde vom Staat angekauft.
Durch einzelne weitere Schenkungen und Ankäufe wuchs die Sammlung weiter.

## Sammlung
Bedeutendster und bekannter Teil des Museums ist die Gemäldegalerie Alter Meister mit vielen hervorragenden Arbeiten. Es folgt eine kleine Auswahl:

### Byzantinische Malerei
Zur Sammlung gehören byzantinische Ikonen aus dem 6. bis 12. Jahrhundert eingeleitet, darunter zwei frühbyzantinische Ikonen aus dem Katharinenkloster auf dem Sinai.
Im Jahr 2023 hat der Louvre sechzehn Ikonen aus der Sammlung zur vorübergehenden Aufbewahrung übernommen.

### Italienische Malerei
Barnaba da Modena: Szenen aus dem Leben Christ; Pietro da Urbino: Triptychon – Maria mit dem Kinde und den Heiligen Hieronymus und Benediktus; Meister der Osservanza: Die Kreuzigung Christi; Marco di Maestro Paolo: Maria mit dem Kinde; Pietro Francesco Fiorentino: Maria mit dem Kinde und dem Johannesknaben; Gentile Bellini: Bildnis eines Stifters; Giovanni Bellini: Maria mit dem Kinde; Pietro Perugino: Maria mit dem Kinde; Jacopo del Sellaio: Orpheus und Eurydike; Marco Palmezzano: Thronende Maria mit dem Kinde und den Aposteln Petrus und Johannes; Perino del Vaga: Maria mit Kind und Johannesknaben; Palma il Giovane: Johannes der Täufer in der Wüste; Luca Giordano:  Der Tod des Orpheus; Gregorio Lazzarini: Joseph und Potiphars Frau; Giovanni Battista Tiepolo: Die Berufung des Cincinnatus als Diktator; Giovanni Battista Ruoppoli: Stillleben mit Melonen; Bernardo Bellotto: Kirchenruinen; Alessandro Magnasco: Das Begräbnis eines Mönchs; Marco Antonio Franceschini: Latona mit Apollo und Diana als Kinder; Michele Marieschi: Ansicht in Venedig mit Brücke; Francesco Guardi: Kanal in Venedig; Francesco Tironi: Uferstraße in Venedig

### Altniederländische Malerei
Dierick Bouts (Schule): 2 Altarflügel – Adam und Eva beweinen Abel; Jakobs Klage über Josephs blutigen Rock; Meister der Khanenko-Anbetung: Diptychon – Die Anbetung der Könige; Barend van Orley (Umkreis): Die Enthauptung der heiligen Katharina; Pieter Bruegel d. Ä. (Schule): Die Heimkehr von der Kirmes

### Flämische Malerei
Cornelis Ketel: Bildnis einer jungen Frau; David Vinckeboons: Lustige Gesellschaft; Sebastian Vrancx: Landsknechte im Wald; Peter Paul Rubens: Der Gott der Schelde, Kybele und die Göttin der Stadt Antwerpen; Jacob Jordaens: Amor und schlafende Nymphen; David Teniers d. Ä. / Franz Francken der Jüngere: Das Kabinett eines Kunstliebhabers; David Teniers d. J.: In einem Bauernhaus; Willem Kalf: Frau wäscht Geschirr; Gonzales Coques: Reiterbildnis des Marquis de Carassin; Kerstiaen de Keuninck: Der Sturz des Phaeton; Lodewijk de Vadder: Flämische Landschaft; Marten Pepyn: Musizierendes Trio

### Holländische Malerei
Frans Hals: Bildnis Descartes; Dirck Hals: Musizierende Gesellschaft; Nicolas Eliasz: Bildnis eines Mannes mit Handschuhen; Anthonie Palamedes: Bildnis einer Frau mit Nelke; Nikolaus Knüpfer: Semiramis; Pieter de Grebber: Bildnis einer Frau; Allaert van Everdingen: Norwegische Landschaft; Michiel de Vries: Landsitz am Fluss; Jacob Izaaksoon van Ruisdael: Waldflüsschen; Jan van Kessel: Am Waldrand; Klaes Molenaer: Kleines haus am Fluss; Jan van de Cappelle: Schiffe bei Windstille; Leonard Bramer: Der Apostel Philippus tauft den Eunuchen; Jan Weenix: Stillleben mit totem Hasen; Cornelis Ketel: Porträt eines Mädchens

### Spanische Malerei
Luis de Morales: Der heilige Franziskus; Juan Carreño de Miranda: Bildnis Karls II. ; Diego Velázquez: Bildnis der Infantin Margarita; Juan de Zurbáran: Stillleben mit Schokoladenmühle

### Französische Malerei
Philippe de Champaigne: Die Zeit enthüllt die Wahrheit; Pierre Subleyras: Bildnis des Papstes Benediktus XIV.: ; Jacques Louis David: Bildnis des Lazare Hoche; Elisabeth Vigée-Lebrun: Bildnis des Stanilaw August Poniatowski; Jean Baptiste Greuze: Bildnis eines Mädchens in Grau; Alexis Grimou: Bildnis einer Frau mit Maske; Claude Joseph Vernet: Sturm auf dem Meer; François Boucher: Amoretten

### Englische Malerei
Joshua Reynolds: Kleine Schelmin

### Skulpturen
Donatello: San Giorgio; Donatello (Schule): Maria mit dem Kinde; Matteo di Andrea de Pasti: Bildnis der Isotta Malatesta im Profil; Luca della Robbia (Werkstatt): Die Verkündigung; Giovanni da Bologna: Herkules und Cerberus.

## Abbildungen

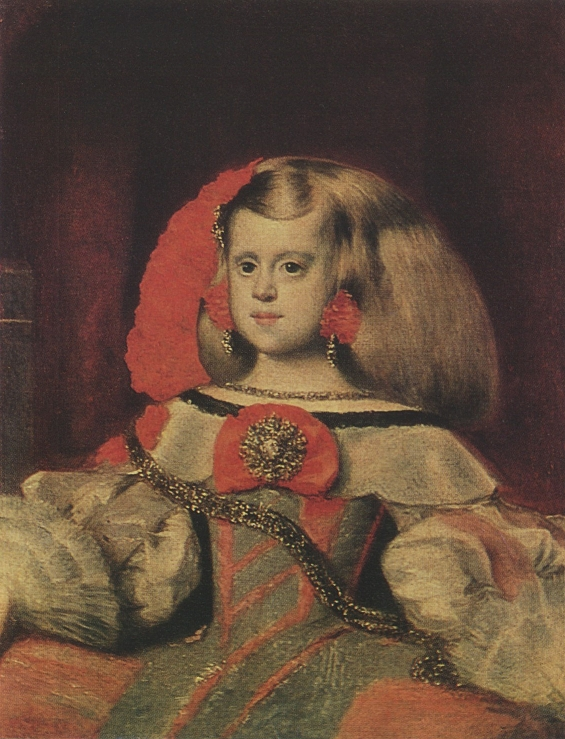
Diego Velázquez, Portrait der Infantin Margaret, 17. Jahrhundert
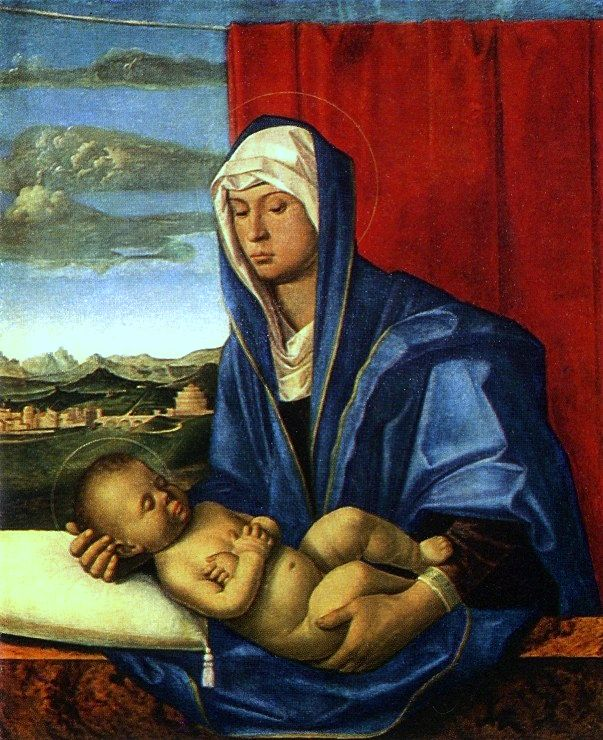
Giovanni Bellini, Maria mit dem Kinde, 15. Jahrhundert
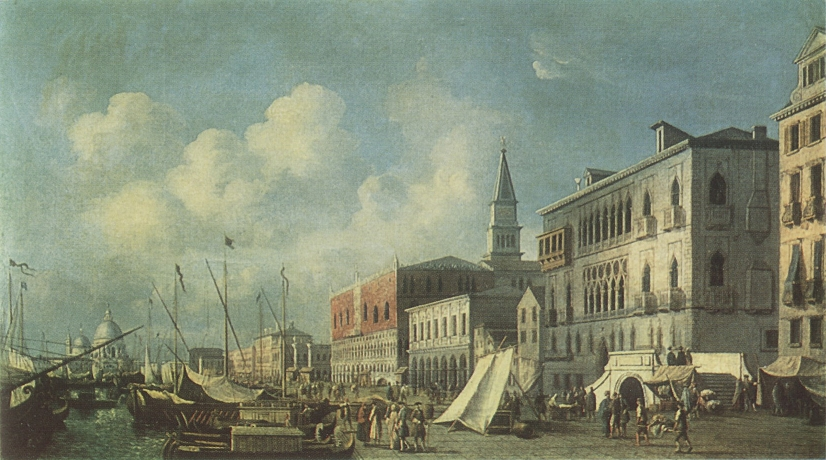
Francesco Tironi, Uferstraße in Venedig, 18. Jahrhundert
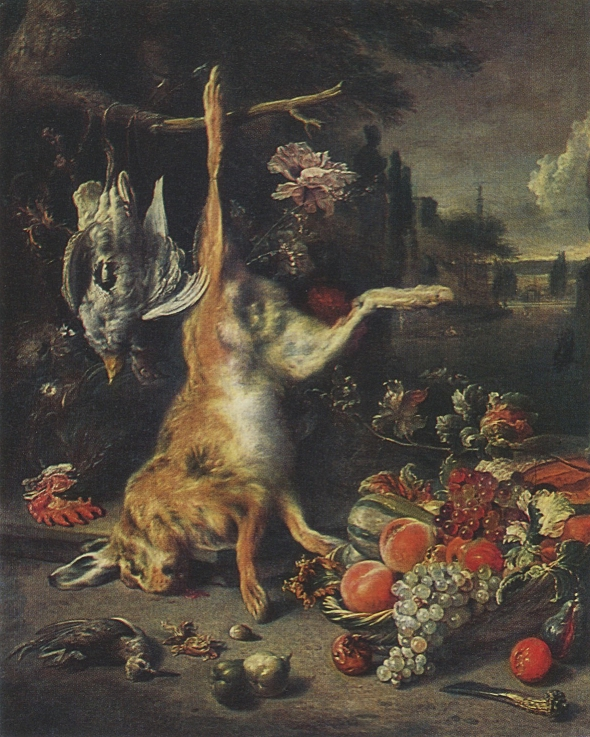
Jan Weenix, Stillleben mit totem Hasen, 17. Jahrhundert
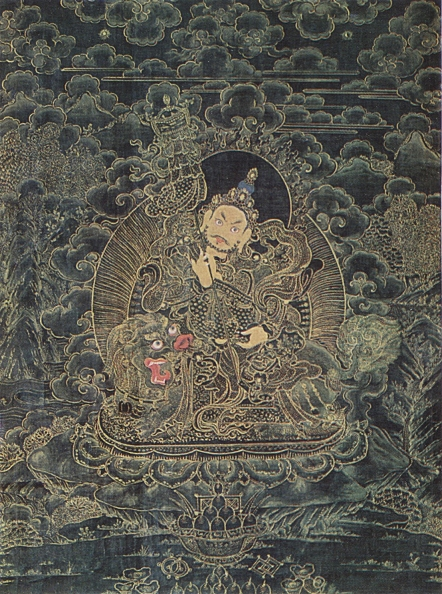
Kubera, die Gottheit des Reichtums, 18. Jahrhundert
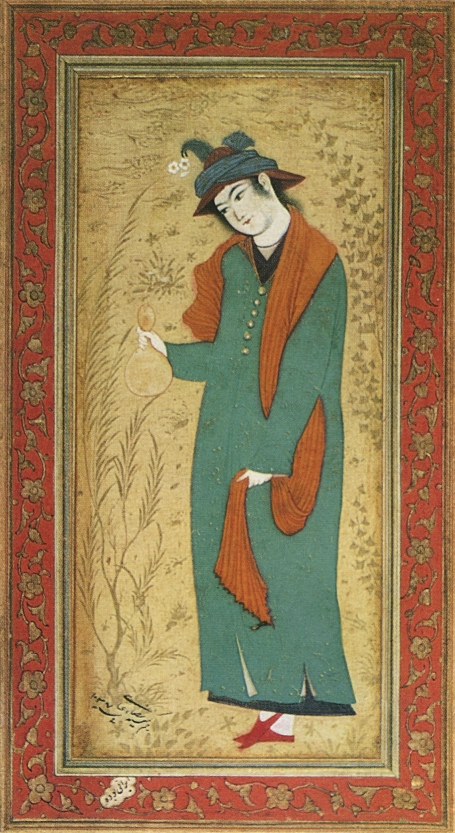
Reza Abbasi, Der Mundschenk, 16. bis 17. Jahrhundert
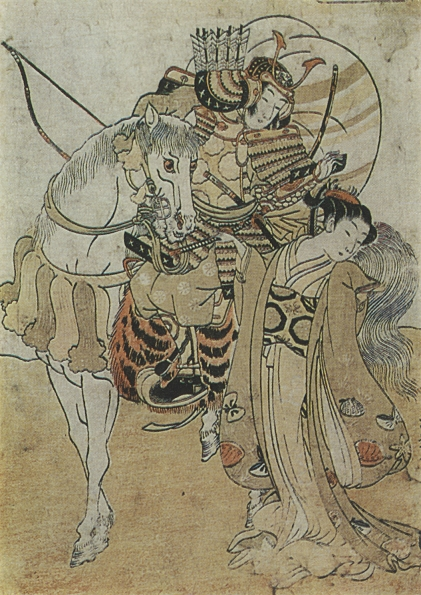
Koryusai, Der Abschied, 18. Jahrhundert
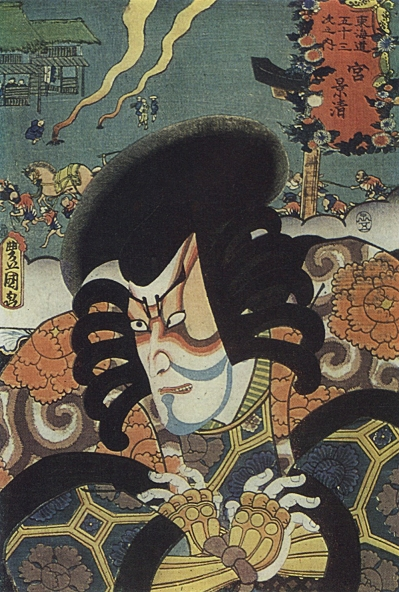
Kunisada, Miya, 19. Jahrhundert